# Pomierzyn
Pomierzyn (tyska Pammin) är en by i Kalisz Pomorskis kommun i Västpommerns vojvodskap i nordvästra Polen. Pomierzyn är beläget i Hinterpommern, omkring 90 kilometer öster om Szczecin.